# Spicks and Specks
"Spicks and Specks" is een nummer van de Britse groep Bee Gees. Het nummer verscheen op hun gelijknamige album uit 1966. In september van dat jaar werd het nummer uitgebracht als de tweede single van het album.

## Achtergrond
"Spicks and Specks" is geschreven door zanger Barry Gibb en geproduceerd door Nat Kipner. Het nummer werd volgens trompettist Geoff Grant geschreven in juli 1966. Hij herinnerde zich dat hij drie avonden op een rij aan vier nummers heeft gewerkt, naast dit nummer ook "I Am the World", "All by Myself" en "The Storm". Er was geen muziek geschreven voor het nummer; Barry Gibb zong live wat hij wilde en Grant kopieerde dit. Diverse artiesten die in augustus 1966 muziek uitbrachten, herinnerden zich dat zij dit nummer hebben gehoord of dat het werd voltooid. Het nummer is een ballad, gebouwd rond een sterke pianoriff.
Het nummer werd voor het eerst als single uitgebracht in Australië, waar de band destijds was gevestigd. Het bereikte eerst de hitlijsten van Sydney, waar het tot de derde plaats kwam. In de Australische hitlijst bereikte het de vierde plaats en in Nieuw-Zeeland werd het een nummer 1-hit. In februari 1967 werd het nummer ook in andere landen uitgebracht en bereikte het in Duitsland het de 28e positie, waardoor het de eerste internationale hit van de groep werd. In Nederland werd een tweede plaats in de Top 40 behaald, terwijl het in de Parool Top 20 een positie lager piekte.
Door een aantal artiesten is "Spicks and Specks" gecoverd. In Nederland bereikte de versie van O'Hara's Playboys de 24e positie in de Top 40 als dubbelnotering met de versie van de Bee Gees. Andere artiesten die het hebben gecoverd zijn Status Quo en The Searchers. Het nummer "Wenn ein Mensch lebt" van Puhdys is gebaseerd op dit nummer als onderdeel van de Oost-Duitse film The Legend of Paul and Paula uit 1973, waarvoor de rechten van het nummer van de Bee Gees niet verkregen konden worden. Hiernaast is het nummer gebruikt in een aflevering van de televisieserie The Walking Dead en is de titel van de Australische muziekquiz Spicks and Specks afgeleid van dit nummer.

## Hitnoteringen

### Nederlandse Top 40
| Hitnotering: 01-04-1967 t/m 08-07-1967 | Hitnotering: 01-04-1967 t/m 08-07-1967 | Hitnotering: 01-04-1967 t/m 08-07-1967 | Hitnotering: 01-04-1967 t/m 08-07-1967 | Hitnotering: 01-04-1967 t/m 08-07-1967 | Hitnotering: 01-04-1967 t/m 08-07-1967 | Hitnotering: 01-04-1967 t/m 08-07-1967 | Hitnotering: 01-04-1967 t/m 08-07-1967 | Hitnotering: 01-04-1967 t/m 08-07-1967 | Hitnotering: 01-04-1967 t/m 08-07-1967 | Hitnotering: 01-04-1967 t/m 08-07-1967 | Hitnotering: 01-04-1967 t/m 08-07-1967 | Hitnotering: 01-04-1967 t/m 08-07-1967 | Hitnotering: 01-04-1967 t/m 08-07-1967 | Hitnotering: 01-04-1967 t/m 08-07-1967 | Hitnotering: 01-04-1967 t/m 08-07-1967 | Hitnotering: 01-04-1967 t/m 08-07-1967 |
| Week                                   | 1                                      | 2                                      | 3                                      | 4                                      | 5                                      | 6                                      | 7                                      | 8                                      | 9                                      | 10                                     | 11                                     | 12                                     | 13                                     | 14                                     | 15                                     |                                        |
| -------------------------------------- | -------------------------------------- | -------------------------------------- | -------------------------------------- | -------------------------------------- | -------------------------------------- | -------------------------------------- | -------------------------------------- | -------------------------------------- | -------------------------------------- | -------------------------------------- | -------------------------------------- | -------------------------------------- | -------------------------------------- | -------------------------------------- | -------------------------------------- | -------------------------------------- |
| Positie                                | 24                                     | 10                                     | 7                                      | 3                                      | 4                                      | 3                                      | 2                                      | 4                                      | 4                                      | 5                                      | 11                                     | 13                                     | 19                                     | 26                                     | 33                                     | uit                                    |

### Parool Top 20
| Hitnotering: 08-04-1967 t/m 17-06-1967 | Hitnotering: 08-04-1967 t/m 17-06-1967 | Hitnotering: 08-04-1967 t/m 17-06-1967 | Hitnotering: 08-04-1967 t/m 17-06-1967 | Hitnotering: 08-04-1967 t/m 17-06-1967 | Hitnotering: 08-04-1967 t/m 17-06-1967 | Hitnotering: 08-04-1967 t/m 17-06-1967 | Hitnotering: 08-04-1967 t/m 17-06-1967 | Hitnotering: 08-04-1967 t/m 17-06-1967 | Hitnotering: 08-04-1967 t/m 17-06-1967 | Hitnotering: 08-04-1967 t/m 17-06-1967 | Hitnotering: 08-04-1967 t/m 17-06-1967 | Hitnotering: 08-04-1967 t/m 17-06-1967 |
| Week                                   | 1                                      | 2                                      | 3                                      | 4                                      | 5                                      | 6                                      | 7                                      | 8                                      | 9                                      | 10                                     | 11                                     |                                        |
| -------------------------------------- | -------------------------------------- | -------------------------------------- | -------------------------------------- | -------------------------------------- | -------------------------------------- | -------------------------------------- | -------------------------------------- | -------------------------------------- | -------------------------------------- | -------------------------------------- | -------------------------------------- | -------------------------------------- |
| Positie                                | 8                                      | 7                                      | 6                                      | 4                                      | 3                                      | 4                                      | 4                                      | 4                                      | 4                                      | 13                                     | 19                                     | uit                                    |

### NPO Radio 2 Top 2000
| Nummer met noteringen in de NPO Radio 2 Top 2000 | '99 | '00 | '01 | '02 | '03 | '04 | '05 | '06 | '07 | '08 | '09 | '10 | '11 | '12 | '13  | '14  | '15  | '16 | '17  | '18  | '19  | '20  | '21  | '22  | '23  | '24  |
| ------------------------------------------------ | --- | --- | --- | --- | --- | --- | --- | --- | --- | --- | --- | --- | --- | --- | ---- | ---- | ---- | --- | ---- | ---- | ---- | ---- | ---- | ---- | ---- | ---- |
| Spicks and Specks                                | 452 | 494 | 359 | 414 | 430 | 401 | 537 | 552 | 505 | 481 | 644 | 628 | 789 | 964 | 1209 | 1214 | 1240 | 966 | 1327 | 1414 | 1479 | 1547 | 1628 | 1597 | 1675 | 1744 |

1. ↑  Een vetgedrukt getal geeft de hoogste notering aan.

### Evergreen Top 1000
| Evergreen Top 1000 | Evergreen Top 1000 | Evergreen Top 1000 | Evergreen Top 1000 | Evergreen Top 1000 | Evergreen Top 1000 | Evergreen Top 1000 | Evergreen Top 1000 | Evergreen Top 1000 | Evergreen Top 1000 | Evergreen Top 1000 | Evergreen Top 1000 | Evergreen Top 1000 | Evergreen Top 1000 | Evergreen Top 1000 | Evergreen Top 1000 | Evergreen Top 1000 |
| Jaar               | 2008               | 2009               | 2010               | 2011               | 2012               | 2013               | 2014               | 2015               | 2016               | 2017               | 2018               | 2019               | 2020               | 2021               | 2022               | 2023               |
| ------------------ | ------------------ | ------------------ | ------------------ | ------------------ | ------------------ | ------------------ | ------------------ | ------------------ | ------------------ | ------------------ | ------------------ | ------------------ | ------------------ | ------------------ | ------------------ | ------------------ |
| Positie            | -                  | -                  | -                  | -                  | 360                | 129                | 200                | 239                | 321                | 268                | 193                | 186                | 198                | 202                | 165                | 198                |